# Jean-Jacques Dortous de Mairan
Jean-Jacques Dortous de Mairan (Béziers, 26 november 1678 - Parijs, 20 februari 1771) was een Frans geofysicus en astronoom. Hij was lid van verschillende wetenschappelijke verenigingen en instellingen en deed enkele belangrijke ontdekkingen op het gebied van astronomie en biologie. De Mairans observaties en experimenten leidden ook tot het begin van wat heden bekendstaat als het circadiane ritme. Hij overleed 20 februari 1771 in Parijs op 92-jarige leeftijd aan een longontsteking.

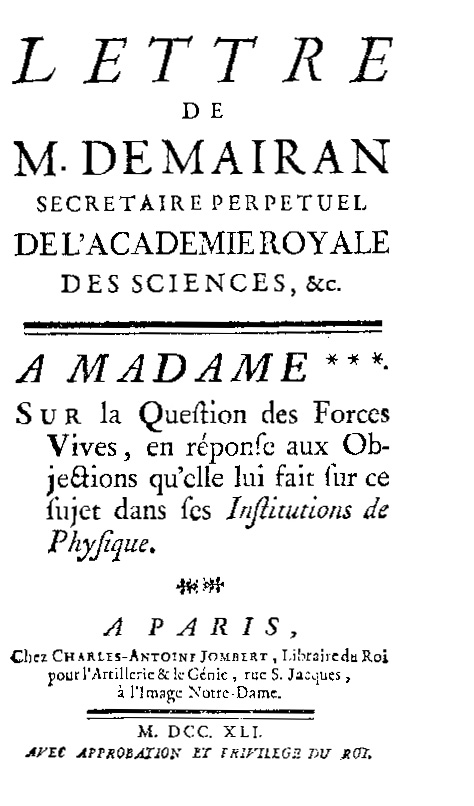
Sur la question des forces vives, 1741

In 1743 werd hij verkozen tot lid van de Académie française.
- Biblioteca Nacional de Chile: 000166711
- Biblioteca Nacional de España: XX1635403
- Bibliothèque nationale de France: cb12395086k (data)
- CiNii: DA12403795
- Gemeinsame Normdatei: 11931035X
- International Standard Name Identifier: 0000 0001 2124 896X
- Library of Congress Control Number: n83020837
- Nationale Bibliotheek van Tsjechië: ola2011672011
- Nationale bibliotheek van Australië: 35859108
- Nationale Bibliotheek van Israël: 987007275181705171
- Nederlandse Thesaurus van Auteursnamen: 145684725
- Réseau des bibliothèques de Suisse occidentale: 02-A000109340
- Istituto Centrale per il Catalogo Unico: UFIV120937
- LIBRIS: 73745
- SNAC: w6ng4tbg
- Système universitaire de documentation: 033044465
- Trove: 1119285
- Virtual International Authority File: 25409673
- WorldCat: E39PBJhdc7vp6DXxcD4BMJjHmd